# Ocydromus genei illigeri
Ocydromus genei illigeri é uma subespécie de insetos coleópteros pertencente à família Carabidae.
A autoridade científica da subespécie é Netolitzky, tendo sido descrita no ano de 1914.
Trata-se de uma subespécie presente no território português.